# Harlem Meer

Harlem Meer

Harlem Meer è un lago all'angolo di nord-est del parco di Central Park a New York negli Stati Uniti.
Si trova a ovest della Quinta Strada, a sud della 100ª strada, e a nord del giardino Conservatory Garden.
Il Meer ha un litorale tortuoso che avvolge il promontorio che contiene i resti di postazioni belliche erette per la guerra del 1812 (ma mai utilizzate). Dopo il completamento della pista di pattinaggio Lasker e della piscina del 1966, la Harlem Meer fu ridotta a 45.000 metri quadrati di superficie e 1,21 km di circonferenza.